# Varencya homalophalla
Varencya homalophalla är en skalbaggsart som beskrevs av Dewailly 1950. Varencya homalophalla ingår i släktet Varencya och familjen Melolonthidae. Inga underarter finns listade i Catalogue of Life.